# 迪士尼動物王國
迪士尼動物王國（英語：Disney's Animal Kingdom）是位於美國佛羅里達州灣湖華特迪士尼世界度假區的一個迪士尼主題公園，於1998年4月22日開放。它是世界上最大的迪士尼主題公園，佔地面積為234.7公頃，也是第一個以動物及其保護為主題的公園。樂園的標誌性建築為生命之樹。該園已通過动物园和水族馆协会（AZA），意味著其標準已達到或超過教育、保育和研究目的。因而在開幕廣告中用了一個虛構詞“nahtazu”來描述，意即“not a zoo”，以告訴人們它不僅僅是一個普通城市動物園。另外，動物王國是世界上最大的“迪士尼『主題』樂園”，光是動物王國一個主題公園的面積就遠大於整個香港迪士尼“度假區”，單體面積已經擁有和東京迪士尼“度假區”一樣的大小。是一個以保護動物為主題的公園。

## 綠洲
動物王國的入口區域，通往其他部分園區的主要通道 。 主要路徑以動物展示為特色。

## 發現島
發現島(Discovery Island)上的生命之樹是動物王國的標誌式建築，動物雕刻數量多達325隻。

## 非洲生態區

### 獅子王慶典

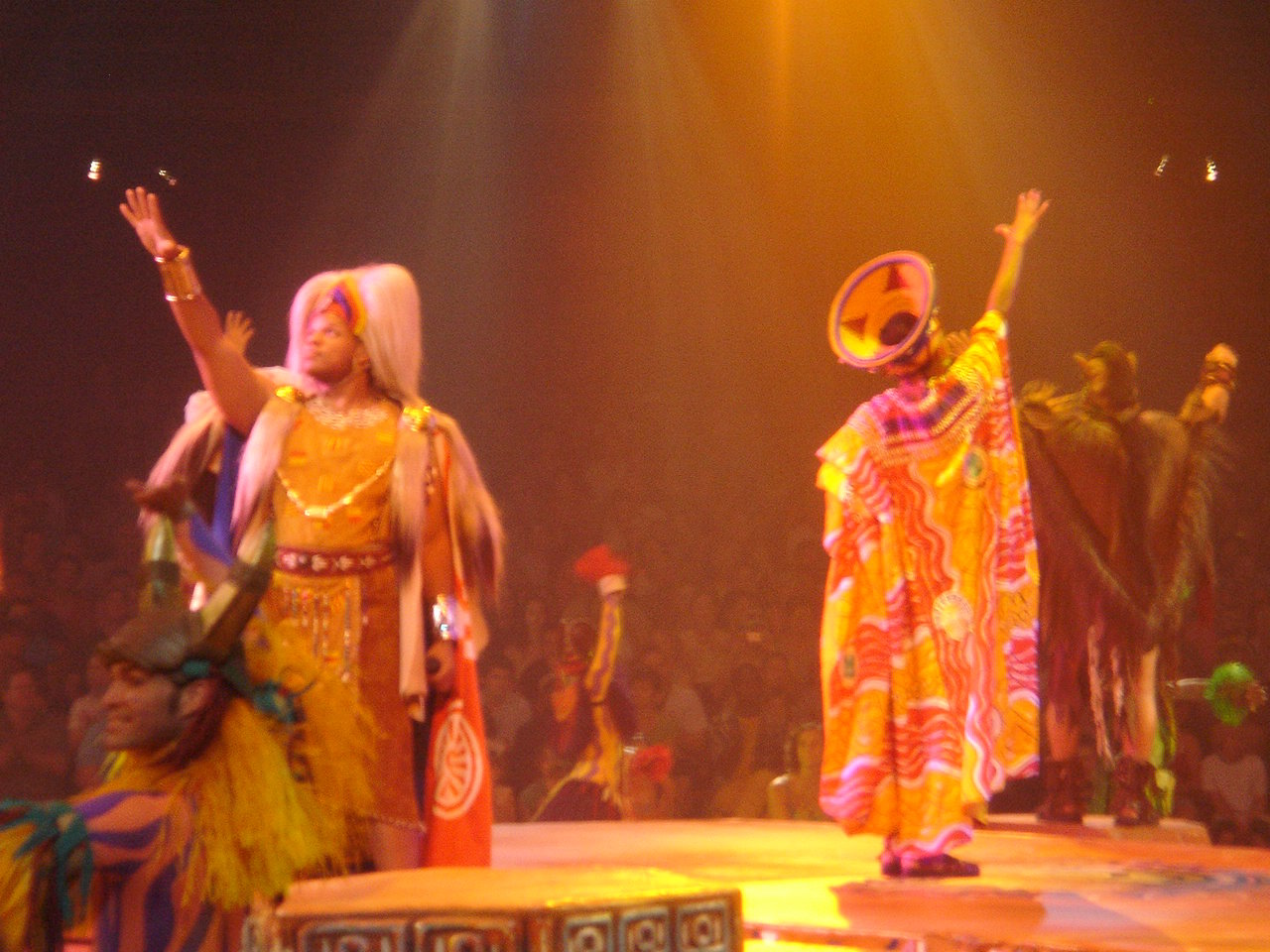
獅子王慶典

獅子王慶典是迪士尼動物王國中的一個30分鐘的表演項目，開幕於1998年。這音樂劇是將整個獅子王電影及音樂表演於一個演出內，包括辛巴(Simba)、娜娜(Nala)、刀疤(Scar)、丁滿(Timon)及彭彭(Pumbaa)一起演唱歌曲及表演。

### 飛拉奇星球觀察站
非洲生態區延伸出來的一大區域，透過搭乘《野生動物特快車》抵達。

## 亞洲生態區

### 珠穆朗瑪峰歷險

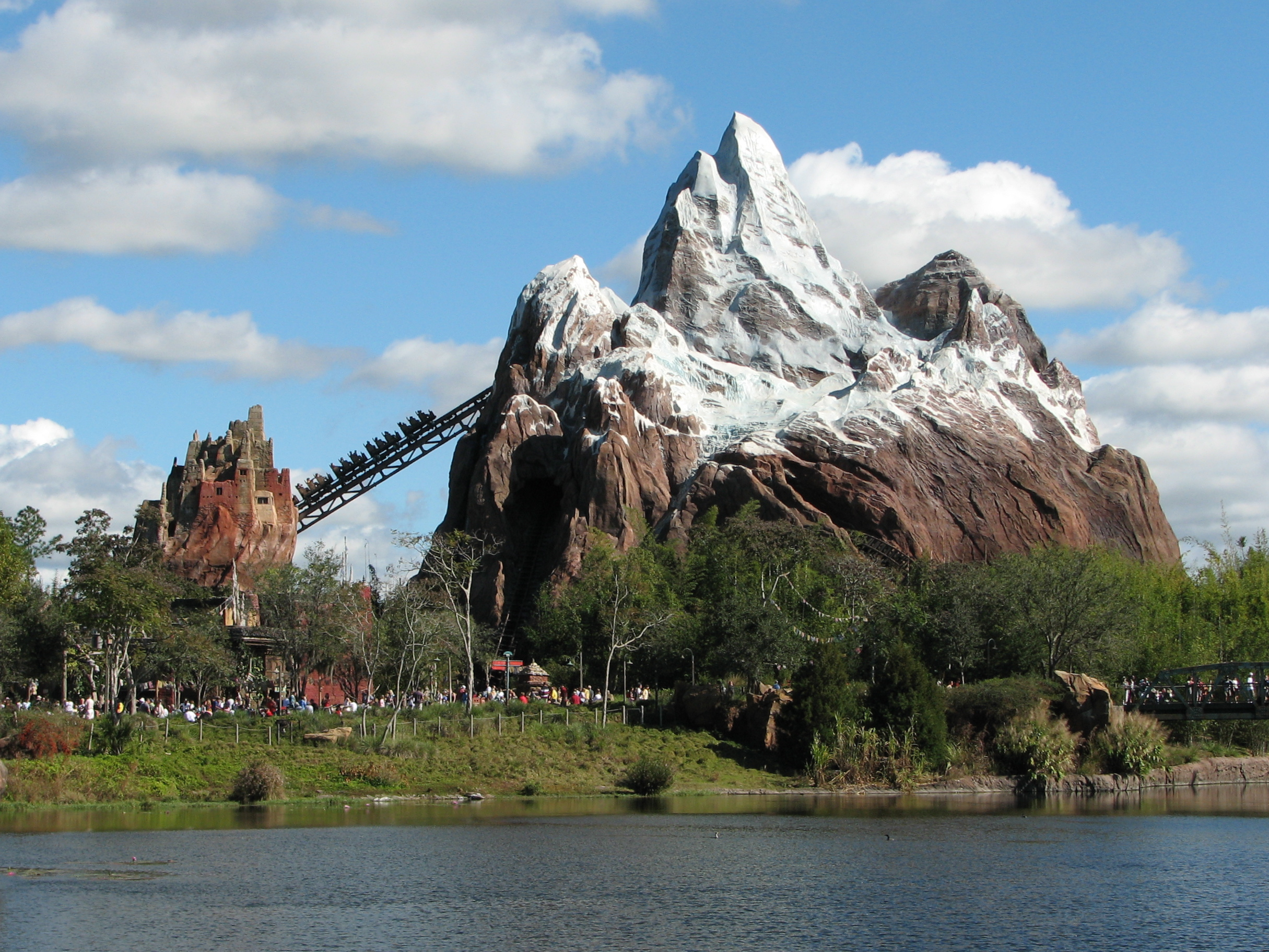
珠穆朗瑪峰歷險

珠穆朗瑪峰歷險—禁山之傳奇(Expedition Everest-Legend of the Forbidden Mountain)是迪士尼動物王國中的一個過山車，開幕於2006年。這個設施以世界最高峰，喜馬拉雅山脈的珠穆朗玛峰為主題。過山車中途會遇上雪人襲擊。
遊戲的建設費用高達1億美元，在2011年金氏世界紀錄中，它是世界有史以來最昂貴的過山車。它獲得了2006年主題樂園內幕者的 "世界最佳新主題樂園遊戲"獎。

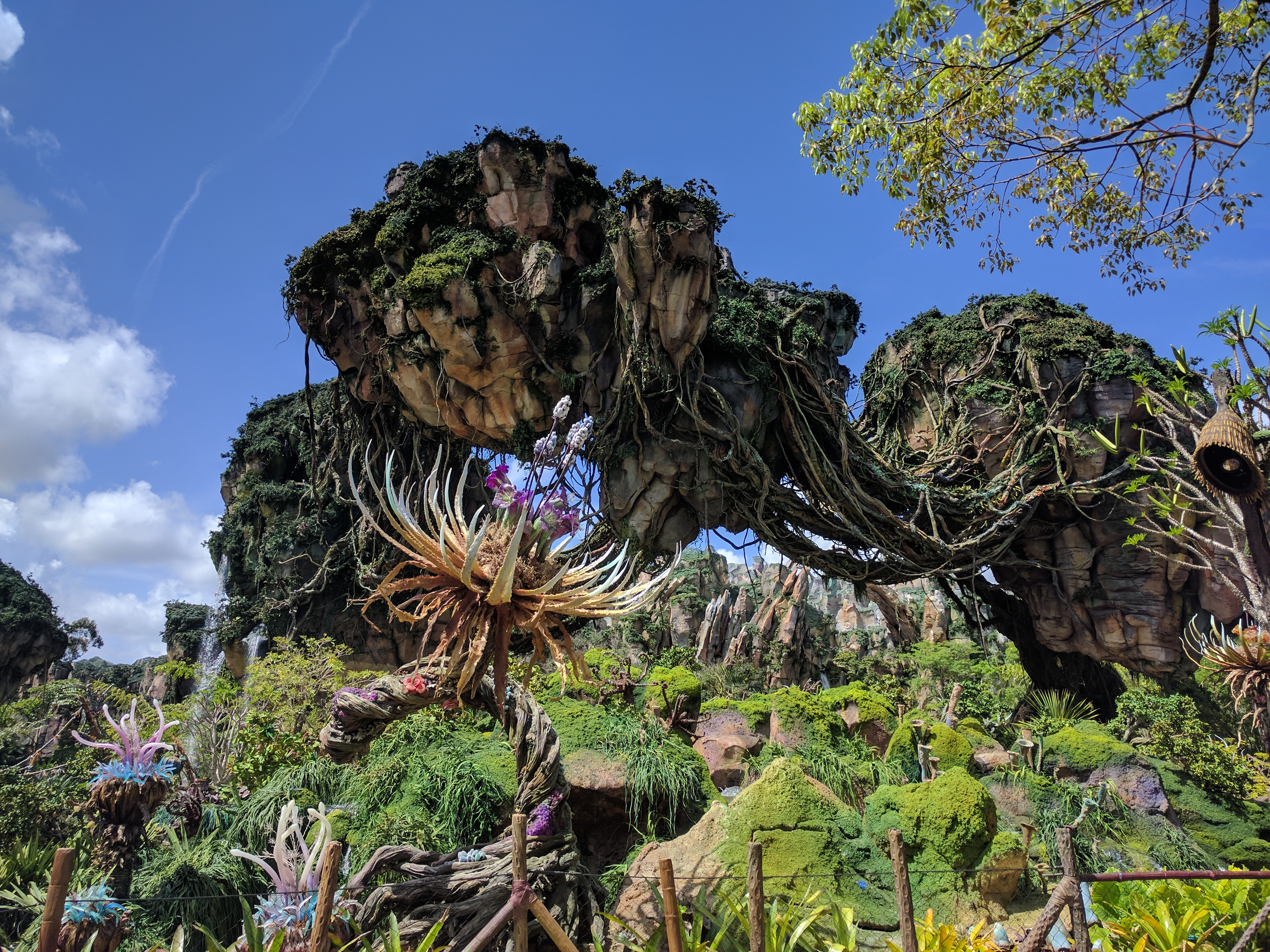
潘多拉—阿凡達世界

## 潘多拉—阿凡達世界
2011年9月21日，華特迪士尼樂園及度假區宣佈，會在迪士尼動物王國內興建「阿凡達主題區」（后正式命名为「潘多拉—阿凡達世界」）。執導《阿凡達》的著名導演占士·金馬倫將一起參與設計主題區。它將於2013年動工，總投資額達四億美元（約三十一億港元），已經於於2017年開放，屆時入場人仕便可親自體驗「潘多拉」星球。

## 美國恐龍世紀
設有嘉年華特色攤販和恐龍相關研究導覽及遊樂設施。

## 外部連結
- 迪士尼動物王國 （页面存档备份，存于）